# Ранко Кривокапич
Ранко Кривокапич (чорн. Ранко Кривокапић; нар. 17 серпня 1961, Котор) — чорногорський політик, Міністр закордонних справ Чорногорії з 28 квітня до 21 жовтня 2022 року в уряді Дрітана Абазовича. Спікер Скупщини Чорногорії з 2003 до 2016 року, президент Соціал-демократичної партії Чорногорії з 2002 до 2017 року.

## Біографія
Закінчив юридичний факультет Університету Ніша, отримав ступінь магістра права на юридичного факультету Університету Белграда. Окрім рідної мови, володіє англійською. Розлучений, має двох дітей.
Почав займатися політикою в кінці 1980-х. З 1989 року шість разів обирався в парламент Чорногорії. З 2003 по 2006 рік був головою парламенту Чорногорії у складі Сербії та Чорногорії. З 3 червня 2006 до 18 травня 2016 року — спікер Скупщини Чорногорії. З 28 квітня 2022 року — міністр закордонних справ в уряді Дрітана Абазовича.